# 33 Pułk Artylerii Haubic

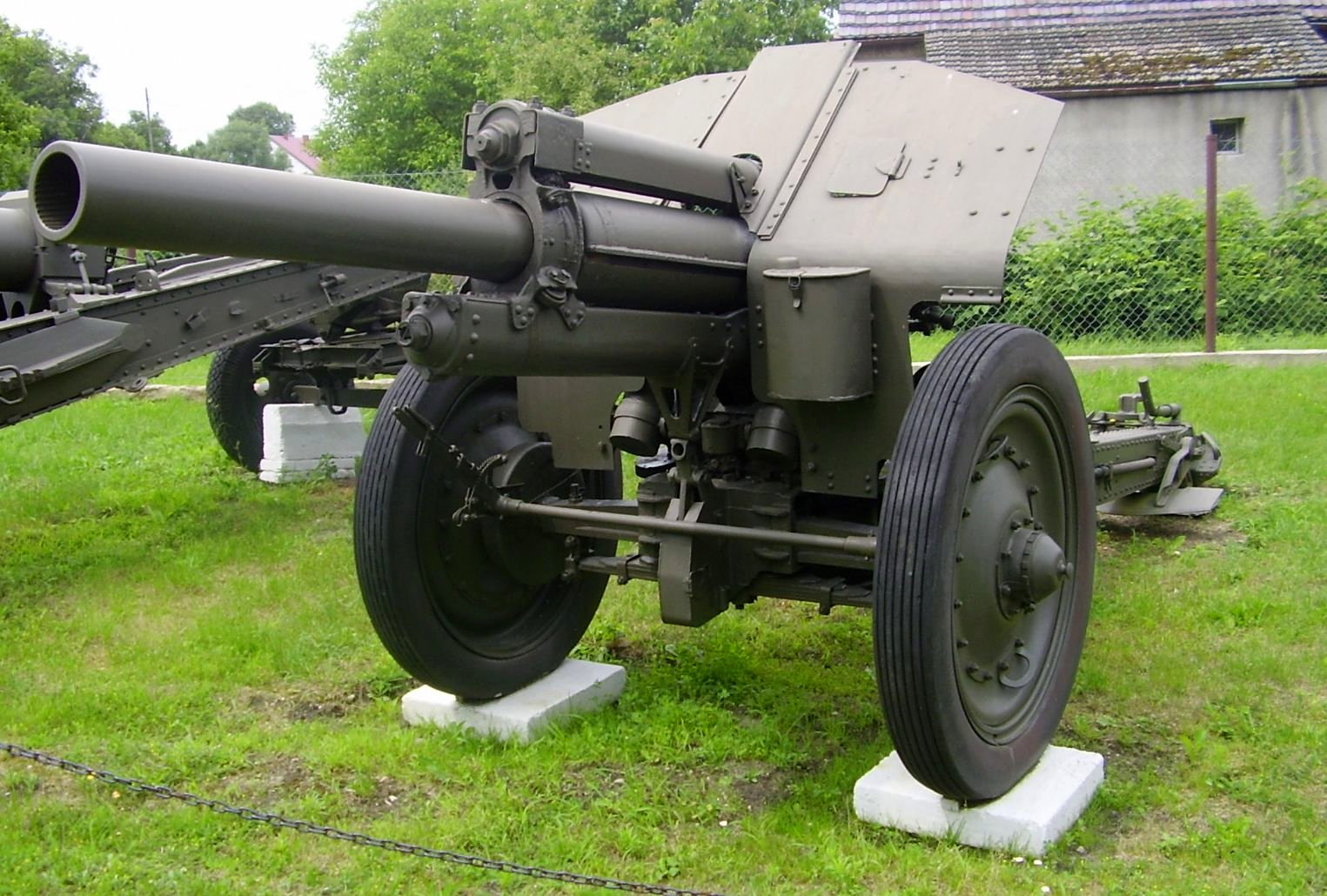
122 mm haubica wz. 1938 (M-30)

33 pułk artylerii haubic – pułk artylerii ludowego Wojska Polskiego.
Sformowany w 1951 na bazie 33 pal. Stacjonował w Żarach. Wchodził w skład 11 Dywizji Zmechanizowanej. W kwietniu 1962 oddział przemianowany został na 33 pułk artylerii. W 1963 jednostka przeformowana została w 32 dywizjon artylerii haubic, a na początku 1970 w 33 pułk artylerii.

## Skład organizacyjny
- Dowództwo i sztab[2]
- dwa dywizjony artylerii
- dywizjon szkolny artylerii

Uzbrojenie stanowiło 26 haubic 122 mm wz. 1938.

## Dowódcy
- mjr Wiesław Wojtkowski (VII 1951–VI 1953)
- mjr Władysław Skotnicki (VI 1953–X 1954)
- ppłk Kulikowski (X 1954–XI 1955)
- mjr Piątek (XI 1955–XI 1957)
- ppłk dypl. Włodzimierz Kobylański (XI 1957–III 1961)
- ppłk/płk dypl. Zygmunt Wnuk (III 1961–VI 1963)
- ppłk Robert Pasternak (VI 1963–IX 1964)
- cz.p.o. mjr Janusz Bylczyński (IX 1964–IX 1965)
- ppłk Robert Pasternak (IX 1965–XI 1972)